# كارلوس ألبرتو دي جيسوس
كارلوس ألبرتو دي جيسوس (بالبرتغالية: Carlos Alberto Gomes de Jesus‏) (11 ديسمبر 1984 في البرازيل - ) هو لاعب كرة قدم برازيلي في مركز الوسط. شارك مع منتخب البرازيل لكرة القدم. أما مع النوادي، فقد لعب مع بوتافوغو ريغاتاس وغريميو بورتو أليغرينزي وفيردر بريمن ونادي الظفرة ونادي باهيا ونادي بورتو ونادي ساو باولو ونادي غوياس ونادي فاسكو دا غاما ونادي فلومينينسي ونادي فيغورينسي ونادي كورينثيانز.

## وصلات خارجية
- كارلوس ألبرتو دي جيسوس على موقع الاتحاد الدولي (مؤرشف)  (الإنجليزية)
- كارلوس ألبرتو دي جيسوس على موقع الاتحاد الأوربي (الإنجليزية)
- كارلوس ألبرتو دي جيسوس على موقع قاعدة بيانات كرة القدم.إي يو (الإنجليزية)
- كارلوس ألبرتو دي جيسوس على موقع بيانات كرة القدم. دي إي (الألمانية)
- كارلوس ألبرتو دي جيسوس على موقع ناشيونال فوتبول تيمز (الإنجليزية)
- كارلوس ألبرتو دي جيسوس على موقع Soccerway.com (الإنجليزية)
- كارلوس ألبرتو دي جيسوس على موقع عالم كرة القدم.نت (الإنجليزية)